# Ivan Christoforovič Bagramjan
Ivan Christoforovič Bagramjan, anche russificato in Ovanes Chačaturovič (in russo Иван Христофорович (Ованес Хачатурович) Баграмян?, in armeno Հովհաննես Խաչատուրի?, Hovhannes Khachaturi Bagramyan; Čardachly, 2 dicembre 1897 – Mosca, 21 settembre 1982), è stato un generale e politico sovietico di etnia armena.

## Origini e studi
Nato nel piccolo villaggio armeno di Čardachly (in azero Çardaqlı, oggi Çənlibel), nei pressi della città di Gangia, allora parte dell'Impero russo. Suo padre, Chačatur, lavorava nella locale stazione ferroviaria, mentre sua madre, Marijam, si occupava dei loro sette figli. Impossibilitati a fargli frequentare il locale ginnasio decisero di iscriverlo a una scuola pubblica aperta da poco. Dopo essersi diplomato nel 1912 seguì le orme di suo padre ed i fratelli come operaio nelle ferrovie, mentre continuava a frequentare un istituto tecnico di Tbilisi. Dopo aver terminato brillantemente anche questo secondo ciclo di studi, si apprestava a diventare ingegnere ferroviario quando gli eventi della prima guerra mondiale cambiarono drasticamente il corso della sua esistenza.

## La prima guerra mondiale
Il giovane Bagramjan era ben attento alle vicissitudini militari del fronte caucasico durante i primi mesi del conflitto. Dopo la vittoria dell'esercito imperiale russo nella battaglia di Sarıkamış con la quale venne arrestato il tentativo di espansione verso oriente dell'Impero ottomano, e nella quale il popolo armeno aveva combattuto a fianco della Russia, vi furono pesanti rappresaglie all'interno del confine ottomano, che diede inizio ai terribili episodi del genocidio armeno. Vivamente preoccupato delle allarmanti notizie date dalla stampa russa, il giovane Bagramjan, nonostante fosse solo uno studente di diciassette anni, cercò di arruolarsi per il fronte. E, dopo numerosi tentativi, il 16 settembre 1915 entrò nelle file dell'esercito imperiale russo come volontario.

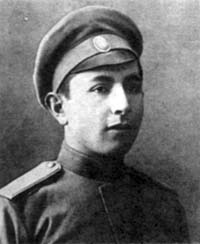
Foto risalente al 1918 che ritrae il giovane Bagramjan in veste di allievo ufficiale all'Accademia militare di Tiflis.

Assegnato al 116º battaglione della riserva, venne inviato al centro di addestramento di Akhaltsikhe, dal quale uscì nel mese di dicembre dello stesso anno. Si unì così al Secondo Reggimento del Fronte Caucasico dell'Armata del Caucaso, che era stata inviata a fronteggiare i Turchi in Persia. Il giovane Bagramjan partecipò a numerose battaglie, ad Asadabad, Hamadan e Kermanshah, tutte battaglie vittoriose nella campagna di respingimento degli ottomani verso l'Anatolia. Messosi in evidenza per il suo coraggio, il giovane Bagramjan fu inviato per ordine dell'ufficiale in comando del suo reggimento, il generale Pavel Melik-Shahnazaryan, per un periodo di addestramento a Tbilisi per diventare praporščik (equivalente del grado di alfiere) nella locale accademia militare. Per poter essere ammesso all'accademia tuttavia, il giovane Bagramjan dovette prima diplomarsi al ginnasio, frequentando un istituto ginnasiale di Armavir, dopo essersi diplomato entrò in accademia il 13 febbraio 1917. Si diplomò il 16 giugno 1915 e venne assegnato al terzo reggimento armeno di fanteria di stanza nei pressi del lago di Urmia. Tuttavia, con il rovesciamento del Governo Provvisorio Russo durante la Rivoluzione d'ottobre, la sua nuova unità venne sciolta.
La nascita nel 1918 della Prima Repubblica di Armenia portò alla formazione di un esercito locale, nel quale il giovane ufficiale Bagramjan venne assegnato al terzo reggimento armeno. Dopo la firma del trattato di Brest-Litovsk tra Impero ottomano e Repubblica socialista federativa sovietica russa, Bagramjan a partire dal 1º aprile 1918 fu riassegnato al primo reggimento armeno di cavalleria che venne inviato ad arrestare l'avanzata della Terza armata ottomana. Nel maggio 1918 Bagramjan partecipò alla battaglia di Sardarapat dove gli armeni inflissero una pesante sconfitta all'esercito turco. Nel reggimento armeno Bagramjan rimase in servizio fino al maggio del 1920.

## L'entrata nell'Armata Rossa e carriera militare
Deluso dalle condizioni sociali del suo popolo sotto la guida della Federazione Rivoluzionaria Armena o Dashnak, Bagramjan partecipò ad una rivolta che venne sedata e subì l'arresto e la prigione per alcuni mesi, quando venne riabilitato nei ranghi dell'esercito per partecipare al conflitto turco-armeno. Il 29 novembre 1920 le truppe dell'Armata Rossa invasero il territorio armeno ponendo fine all'esperienza della Prima Repubblica di Armenia, e l'esercito nazionale armeno fu destituito, tuttavia Bagramjan decise di entrare nell'esercito sovietico e venne assegnato all'XI armata dove venne nominato comandante di un reggimento di cavalleria.
Nel 1923 venne promosso comandante del reggimento di cavalleria di Alessandropoli, posizione che mantenne fino al 1931. Nel 1933 Bagramjan seguì un corso per ufficiali di cavalleria alla scuola militare Makarov di Leningrado, e nel 1934 all'Accademia militare di Frunze. L'ex-ufficiale e dissidente ucraino Petro Grygorovič Grygorenko, compagno di corso di Bagramjan, ha avuto modo di testimoniare dell'arresto del suo collega armeno quando i suoi superiori seppero che era stato membro del movimento nazionalista armeno per oltre un decennio. Solo grazie all'intervento personale del membro del politburo armeno Anastas Ivanovič Mikojan, l'arresto di Bagramjan non venne mai formalizzato e seguì subito una pronta riabilitazione. Dal 1934 al 1936 venne nominato capo di stato maggiore della 5 divisione di cavalleria, e a partire dal 1938 fu nominato istruttore per alti ufficiali. Tuttavia la carriera militare di Bagramjan subì un netto arresto a causa della politica di Stalin di purgare i corpi ufficiali dell'esercito dei suoi comandanti veterani. Ciò comportò che giovani ufficiali come Andrej Erëmenko e Georgij Žukov videro accelerare notevolmente la propria carriera militare a scapito di ufficiali più esperti proprio come Bagramjan. Ma fu quando il generale Žukov venne promosso comandante del Distretto militare di Kiev nel 1940 che Bagramjan chiese formalmente di essere posto sotto il suo comando, proposta che venne accettata e che diede la possibilità al nuovo aiutante di redigere un documento dal titolo Organizzazione di un'offensiva militare in simultanea, che fu molto apprezzata dai vari comandanti di distretto e dallo stesso Žukov che lo promosse a comandante della 12 Armata di stanza in Ucraina. Dopo soli tre mesi, Bagramjan, già promosso al grado di colonnello, venne trasferito presso il comando del Fronte Sud-Occidentale con quartier generale a Kiev con la nomina di vice-comandante.

## L'invasione nazista
In totale violazione del patto di non aggressione Molotov-Ribbentrop l'esercito della Germania nazista invase nel 1941 il territorio dell'Unione Sovietica. Al contrario di molte truppe sovietiche che vennero sopraffatte dall'effetto sorpresa dell'assalto, Bagramjan ed il suo comandante, il generale Michail Kirponos, erano preparati all'invasione nazista che reputavano inevitabile. Bagramjan era oltretutto convinto, a ragione e contrariamente dal suo comandante, che l'attacco avrebbe utilizzato la tecnica del blitzkrieg o guerra lampo già usata dai nazisti nell'invasione della Polonia nel 1939 e in Europa occidentale nel 1940. Per questo motivo già dall'inverno del 1939 Bagramjan si preparò all'invasione preparando un piano di battaglia per fronteggiare qualsiasi minaccia proveniente dall'Ucraina occidentale che, dopo diverse revisioni, venne ufficialmente approvato il 10 maggio 1940.
Al momento dell'invasione tedesca Bagramjan era intento alla supervisione per il trasferimento di una colonna di truppe verso Ternopol'. Mentre la sua colonna si approssimava all'aeroporto militare di Brody, subì i molteplici assalti dell'aviazione tedesca, nonostante i quali il grosso della truppa riuscì a raggiungere la destinazione. Tre giorni dopo l'invasione i piani progettati da Bagramjan vennero messi in atto, ma lo stato di totale confusione in cui versavano i reparti militari sovietici non permise un adeguato coordinamento che comportò il quasi totale fallimento del contrattacco russo. Personalmente Bagramjan partecipò al terribile scontro tra corazzati che ebbe luogo durante l'accerchiamento di Kiev, nel quale il suo comandante Kirponos perse la vita e gran parte delle sue truppe furono fatte prigioniere dai tedeschi. Bagramjan fu tra i pochi ufficiali superstiti che riuscirono a sottrarsi alla cattura.
Nominato immediatamente capo di stato maggiore al servizio del generale Tymošenko, in collaborazione con l'allora commissario politico Nikita Chruščëv, coordinò le operazioni per la battaglia di Rostov.
L'apporto di Bagramjan in qualità di ufficiale fu fondamentale nelle due controffensive dell'Armata Rossa sferrate a Dicembre durante la battaglia di Mosca e per i suoi meriti venne promosso al grado di tenente generale. In quello stesso mese fu nominato Capo di Stato Maggiore per una serie di operazioni che vedevano coinvolte le truppe del Fronte Meridionale, di quello di quello Sud-Occidentale e di quello di Brjansk. Nel marzo 1942, Bagramjan si recò a Mosca per presentare a Stalin, insieme a Chruščëv e al generale Tymošenko, il piano di una nuova controffensiva nella città ucraina di Char'kov.
Stalin fu notevolmente impressionato dai nuovi piani e nominò Bagrmjan capo di stato maggiore per il fronte sud-occidentale. Il 12 maggio 1942 le sue nuove truppe attaccarono la città di Char'kov per riconquistarla, ma trovandosi ad attaccare partendo dal saliente di Barvenkovo, dopo aver temporaneamente riconquistato la città si trovarono intrappolate in una sacca ed accerchiate dalle truppe tedesche. Quando Bagramjan chiese al generale Timošenko il 18 maggio 1942 supporto per uscire dalla sacca, quest'ultimo, per volere dello stesso Stalin, rifiutò qualsiasi aiuto e negò a Bagramjan la possibilità di modificare il piano tattico. Ciò comportò una totale disfatta con la perdita totale della VI, IX e LVII armata (circa 20 divisioni), per la quale Bagramjan venne rimosso il 28 giugno 1942 per ordine della STAVKA.
Nonostante questa destituzione, per volere di Žukov che credeva nelle sue doti di comandante, Bagramjan venne assegnato nel luglio 1942 al ruolo di comandante della XVI armata, precedentemente comandata da Konstantin Konstantinovič Rokossovskij inviato al fronte di Brjansk. Le truppe della XVI armata vennero trasferite con il nuovo comandante nella V Armata per sostituire la X Armata e prenderne le posizioni lungo il Fronte Occidentale. L'11 agosto 1942 un'offensiva tedesca contro il fianco sinistro dell'armata di Bagramjan venne tuttavia respinto dalle sue veloci contromosse arrestandone definitivamente l'avanzata il 9 settembre 1942. Sostanzialmente fino al 16 febbraio 1943, con il conflitto concentrato soprattutto sul fronte orientale nell'assedio di Stalingrado, la XVI armata di Bagramjan aveva avuto un ruolo marginale nella guerra, ma a partire da quella data essa ebbe un compito fondamentale nel porre sotto assedio la VI Armata tedesca trincerata nella città. A quel tempo la XVI armata di Bagramjan era composta da quattro divisioni e da una brigata di fanteria, ma alla luce della nuova offensiva, essa venne incrementata di altre due divisioni, di una brigata di fanteria, di quattro brigate corazzate e di un reggimento di artiglieria.

## La lotta per Kursk
Quando la vittoria a Stalingrado segnò in maniera definitiva il cambio di rotta nell'andamento della guerra, i tedeschi pianificarono per l'estate del 1943 una nuova offensiva contro il saliente di Kursk. A questo scopo l'Alto Comando tedesco decise di utilizzare i suoi reparti di veterani, compresa la IX Armata ed il II SS Panzer Korps delle SS. La STAVKA sovietica, informata dei preparativi tedeschi, ordinò un'avanzata verso le postazioni difensive tedesche nei pressi della cittadina di Kozel'sk, al fine di dare supporto alle armate del Fronte Centrale. La strategia dell'Alto Comando sovietico era quello di ripetere la tattica utilizzata l'anno precedente a Stalingrado nel corso della Operazione Urano, quando le truppe sovietiche avevano isolato e poi accerchiato dentro Stalingrado la VI Armata tedesca. A questo scopo l'XI Armata di Bagramjan venne dotata di ulteriori tre divisioni di fanteria e di due corpi di carri armati, nonostante ciò Bagramjan manifestò alla STAVKA che i suoi piani di assalto erano troppo ambiziosi per ripetere i successi dell'Operazione Urano. Egli motivò le sue perplessità affermando che la sua Armata avrebbe corso serio pericolo di essere logorata nel tentativo di assaltare le forze tedesche ben trincerate presso Bolchov; per evitare ciò e soprattutto che si ripetesse il disastro di Char'kov dell'anno precedente, Bagramjan chiese l'appoggio della LXI Armata schierata sul Fronte di Brjansk. Il suo appello al comandante Vasilij Sokolovskij e a quello del Fronte di Brjansk, il generale M. A. Reyter, restarono però inascoltati; in aprile la STAVKA convocò tutti e tre i comandanti d'armata, Bagramjan, Sokolovskij e Reyter, per conferire direttamente con Stalin con lo scopo di arrivare a una strategia definitiva comune. Stalin ascoltò con interesse il disegno studiato da Bagramjan e, nonostante le rimostranze degli altri due comandanti, la accettò, dando a Bagramjan venti giorni per preparare l'XI Armata all'assalto. Il 24 maggio 1943 Bagramjan comunicò a Stalin che la sua Armata, ora forte di 135,000 uomini, 280 veicoli corazzati e 2.700 pezzi d'artiglieria, era pronta per muovere l'assalto. Tuttavia lo stesso Stalin, nell'intenzione di fiaccare ulteriormente le forze tedesche, ritardò volutamente la data prefissata per l'inizio delle operazioni.
Furono così le stesse forze tedesche a lanciare l'offensiva il 5 luglio 1943 lanciando l'Operazione Cittadella, che però si rivelò disastrosa per i tedeschi. Approfittando proprio di ciò, il 12 luglio 1943 Bagramjan lanciando l'Operazione Kutuzov, con la quale ruppe piuttosto rapidamente le resistenze tedesche. Il 28 luglio 1943, con la conclusione delle operazioni venne promosso Colonnello-Generale ed il mese successivo le sue truppe presero parte all'offensiva su vasta scala con la quale l'Armata Rossa costrinse sul Fronte Orientale i tedeschi ed i loro alleati ad assumere una posizione difensiva.

## La campagna militare in Bielorussia
La controffensiva sovietica del 1943 spinse definitivamente l'esercito tedesco oltre i confini dell'Unione Sovietica e sull'onda dell'avanzata dell'Armata Rossa, a partire dall'ottobre del 1943 la XI Armata di Bagramjan fu attestata lungo il Secondo Fronte Baltico, il cui scopo era la riconquista della Bielorussia e dei Paesi Baltici. Nel novembre dello stesso anno Stalin in persona offrì a Bagramjan il grado di comandante in capo del Primo Fronte Baltico.